# Kulturfonds der DDR
Der Kulturfonds der DDR war ein Förderprogramm zur materiellen Hilfe für Künstler und Kulturschaffende. Gleichzeitig war er eine Dienststelle (Sitz: Berlin) des DDR-Ministeriums für Kultur. Letzter Direktor war Wolfgang Patig.
Der Fonds wurde am 2. September 1949 vom Bundesvorstand des FDGB, der Bundesleitung des Kulturbundes und der Verwaltung für Volksbildung gegründet. Die Gründer steuerten jeweils 150.000 Mark bei. In der Folgezeit wurde der Fonds insbesondere durch eine bei jeder kulturellen Veranstaltung auf den Eintrittspreis erhobene Kulturabgabe gespeist, die später auch beim Verkauf bespielter Tonträger erhoben wurde. Die Kulturabgabe betrug 0,05 Mark, bei Eintritts-/ Verkaufspreisen von mehr als 0,50 Mark 0,10 Mark. Die Abgabe war auch bei Schallplatten und Kinokarten fällig. Aus dem Fonds wurden Aufträge an bildende Künstler finanziert, darunter auch Entwicklungsaufträge an Absolventen von Kunsthochschulen und Meisterschüler der Akademie der Künste. Es erfolgten Aufkäufe für öffentliche Sammlungen. Darunter befanden sich auch hochrangige Arbeiten die heute in der Neuen Nationalgalerie hängen. 
So gingen z. B. 1953 über Werkverträge Aufträge im Wert von ca. 550 000 Mark an Künstler und erfolgten für 250 000 Mark Aufkäufe. Die Beträge stiegen in den Folgejahren in der Regel an.
Mitte der 1950er Jahre gab es Kritik an der mangelhaften künstlerischen Konzeption für die Vergabe- und Ankaufspraxis.
Nach der Deutschen Wiedervereinigung bildete der Kulturfonds den Grundstock der Stiftung Kulturfonds der neuen Bundesländer.